# Дейв Бакш
Дейвид Низам „Браунсаунд“ Бакш (роден на 26 юли 1980 г.) е канадски китарист, певец и продуцент от индо-гвиански произход.
Най-известен е като бивш водещ китарист на поп-пънк групата Sum 41, но после става певец и китарист в собствения си хевиметъл/реге проект Brown Brigade. Свири на китара в групата Organ Thieves, с 2 свои колеги.

## Ранен живот
Роден в Аякс, Онтарио, Канада, Бакш е силно повлиян от групи като Anthrax, Megadeth и Metallica, които са го мотивирали да слуша музика.

## Албуми с групи

### Sum 41
- Rock Out With Your Cock Out (1998)
- Half Hour Of Power (2000)
- All Killer No Filler (2001)
- Motivation EP (2002)
- Does This Look Infected? (2002)
- Does This Look Infected Too? (2003)
- Chuck (2004)
- Chuck:Acoustic (2004)
- Go Chuck Yourself (2005)

### Organ Thieves
- God's Favorite Sons (2009)
- Somewhere Between Free Men And Slaves (2012)

### Brown Brigade
- Appetizer For Destruction (2006)
- Into The Mouth Of Badd(d)ness (2007)